# Kačulice
Kačulice (en serbe cyrillique : Качулице) est un village de Serbie situé sur le territoire de la Ville de Čačak, district de Moravica. Au recensement de 2011, il comptait 565 habitants.

## Démographie

### Évolution historique de la population
| 1948 | 1953 | 1961 | 1971 | 1981 | 1991 | 2002 | 2011 |
| ---- | ---- | ---- | ---- | ---- | ---- | ---- | ---- |
| 953  | 972  | 917  | 837  | 780  | 713  | 609  | 565  |

|  |